# Corvo (isola)
Corvo (ˈkoɾvu) è una isola e comune portoghese di 430 abitanti (2011) situato nella Regione Autonoma delle Azzorre.
L'isola del Corvo è la più piccola delle isole Azzorre; situata nel settore occidentale dell'arcipelago, a nord dell'Isola di Flores e corrisponde territorialmente al comune di Corvo. Ai sensi dell'articolo 132, legge 2/2009 del 12 gennaio 2009 le funzioni della parrocchia sono assunte dei competenti uffici comunali.

## Geografia fisica
L'isola occupa una superficie totale di 17,11 km², per un'estensione in lunghezza di 6,5 km e 4 km in larghezza. È situata a 39°,40' latitudine nord e a 31°05' longitudine ovest.
L'isola del Corvo è un cratere vulcanico situato a 24 chilometri dall'Isola di Flores. È un vulcano estinto, formato da un'unica montagna, il monte Gordo, circondato da un grande cratere a subsidenza di 3,7 km di perimetro, profondo 300 metri al centro del quale sorge il Lago del Calderone. Si possono osservare diversi laghi e paludi e piccole isole. Il punto più elevato dell'isola è il Morris Man, situato nel bordo meridionale del Calderone a 718 m s.l.d.m. Oltre a questo si distinguono il Round Lomba, il Picco Corona, la Fountain Hill, l'Espigaozino e il Serrao Alto.
La costa di tutta l'isola è ripida e scoscesa, rappresentata dal cono centrale del vulcano, ad eccezione della parte meridionale dove su una pianura lavica sorge la città di Corvo, l'unica dell'isola. Sul versante occidentale, invece è presente una scogliera quasi verticale di circa 700 m di altezza, una delle coste più elevate di tutto l'Oceano Atlantico.
Il terreno immediatamente circostante la città dell'isola è l'unico luogo, (la Farm ed il Fojo) dove si possano coltivare e mantenere alberi da frutto, mentre i pascoli migliori si trovano più a nord, negli altopiani.
Nella baia a sud dell'isola, denominata "Insenatura di Nostra Signora del Rosario", sono presenti tre moli: il Porto Nuovo, attualmente non utilizzato, il Porto, ed il Porto "Bocca della Casa", i più grandi e utilizzati solo per traffico commerciale. Il "Sabbia", o Portinho, situato all'estremo ovest della pista di atterraggio, è l'unica spiaggia dell'isola e la principale zona balneare.
Il clima è umido, mite, ventoso, con una precipitazione media annua di 915,7 millimetri. La temperatura media annua è di 17,6 °C, variabile tra i 14° di febbraio e i 20° di agosto. Gli altopiani sono circondati da nebbie quasi perenni. Le onde del mare, in particolare nella parte occidentale, sono molto elevate causando una notevole erosione. L'umidità relativa varia dal 74% nel mese di ottobre all'85% di giugno, mese in cui le nebbie sono più comuni ("nebbia di San Giovanni").

## Geologia
L'isola, situata sulla placca nordamericana ad ovest della "Cresta Oceanica Medio Atlantica"( Mid-Atlantic Ridge Rift), si è formata dal fondo oceanico circa 10 milioni di anni fa. Le isole di Flores e Corvo emergono dalla stessa placca sottomarina con orientamento NNE-SSW, mentre la loro posizione è orientata, grosso modo, verso nord-sud, parallela alla dorsale medio-atlantica, con faglie trasformi in direzione ovest-est. Inoltre è situata in un centro di vulcanico, che, complessivamente ha iniziato ad emergere circa 730.000 anni fa, mentre il crollo del cratere si è verificato 430 000 anni fa. Prima della formazione del cratere, si stima che il cono centrale si elevasse per circa 1.000 m, rispetto agli attuali 780. Oltre all'erosione delle onde del mare, l'isola subisce anche quella dei venti, prevalentemente da nord-est e da ovest.
Le pendici del vulcano si trovano in parte conservate nei fianchi meridionali e orientali (con altitudini variabile, tra i 150 e i 250 metri), mentre a nord e a ovest è presente un dirupo che si eleva tra i 500 e i 700 metri sul livello del mare. L'erosione delle scogliere ha già raggiunto il bordo occidentale della caldera. Sul versante meridionale, sono presenti cinque coni: "Il Chierichetto", "Fountain Hill", "Grotta della Corona", "Castigliano" e "Pico" - ben conservati dall'azione erosiva, sono formati attraverso flussi di basalto; attualmente le loro altezze variano tra i 10 e i 60 metri.
A nord-ovest è presente un'importante cresta affilata chiamata Tower Bridge, mentre nella sua parte nord troviamo Torras, un isolotto conico. Di fronte alla costa nord - nord-ovest troviamo l'isolotto di Clod, e alcuni scogli sommersi pericolosi alla navigazione.

## Storia

### Scoperta
Nelle mappe genovesi del XIV secolo, in particolare nel Portulano Mediceo Laurenziana (1351), viene menzionata l'Insula Corvi Marini, come una delle sette isole che compongono l'arcipelago, ma è improbabile che questo termine si riferisca specificamente all'isola del Corvo. È probabile che sia una designazione per definire tutte le isole del gruppo occidentale delle Azzorre, come sembra il caso del cosiddetto Atlante Catalano del 1375.
Diogo de Teive, nel 1452, fu il primo navigatore della storia a individuare il gruppo occidentale delle Azzorre, al ritorno dal suo secondo viaggio di esplorazione verso Terranova. L'isola del Corvo venne scoperta con l'isola di Flores. All'isola di Flores vennero attribuiti diversi nomi tra cui Santa Iria, Isola Flower, "Isola della Statua", "isola Farol", "Isola di St. Thomas" e "Isola Marco"; si ipotizza che quest'ultimo nome persistette per molti secoli grazie alla montagna dell'isola utilizzata come punto di riferimento geografico alla navigazione, più probabilmente dal fatto che ci sia stato dato il nome ad un piccolo promontorio, il "Tip Marco".
Nonostante l'incertezza sulla data la scoperta sicuramente questa è precedente al 20 gennaio del 1453, quando re Afonso V del Portogallo dona entrambe le isole a suo zio Alfonso I, duca di Braganza.
Dopo diversi tentativi falliti d'insediamento, avvenuti attorno al 1510, il 12 novembre del 1548, Gonçalo de Sousa, il capitano del donatario delle isole di Flores e Corvo, venne autorizzato ad inviare dall'isola di Santo Antão degli schiavi, probabilmente mulatti, allo scopo di acquistare fiducia presso gli agricoltori e gli allevatori.
Secondo il frate Diogo di Ferite, l'insediamento iniziale dell'isola fu creato con l'invio di una spedizione di 30 persone, guidato da Antão Vaz de Azevedo, ma la spedizione non ebbe un gran successo. Nel 1570, venne edificata la prima chiesa. Dal 1580, i coloni si stabilirono definitivamente in Flores Corvo.

### Pirati e corsari
A causa del suo isolamento, l'isola subì molte incursioni di pirati e corsari. Gli abitanti si resero conto tuttavia che era meglio allearsi con loro partecipando attivamente: in cambio di protezione e di denaro, l'isola fornì acqua, cibo, uomini, cure, e la riparazione delle navi.
Tuttavia, nel 1587, l'isola del Corvo e l'isola Flores vennero saccheggiate da corsari inglesi. Nel 1632, subì inoltre, dalla porta Dock, a quel tempo solo una baia isolata, due tentativi di attacco da parte di pirati barbareschi. Duecento abitanti utilizzarono tutto ciò che era a loro disposizione riuscendo a respingere gli attaccanti. L'immagine della Madonna del Rosario venne collocata presso la Roccia; una leggenda affermava che avrebbe protetto la popolazione dai proiettili.
Fu grazie al fiorentino Inacio Coelho, fratello del frate cronista Diogo di Ferite, la documentazione che assegna alla Vergine Maria la miracolosa vittoria contro i Pirati. Da allora l'immagine venne chiamata "Madonna dei Miracoli".
Nel 1674 l'isola del Corvo fu elevata a parrocchia. Prima di questa data, l'isola era visitata solo nel giorno di Quaresima da un sacerdote proveniente da Santa Cruz das Flores. Il primo parroco stabile proveniva dall'Isola Faial e fu un certo Bartolomeo Tristano.

### XVIII secolo
Le navi baleniere che giunsero dal XVIII secolo iniziarono a reclutare uomini per i loro equipaggi, grazie al coraggio dimostrato dagli abitanti dell'isola. Da quel momento l'isola del Corvo iniziò uno stretto rapporto con il Nord America, méta a quel tempo di una forte immigrazione e di pesca alle ombrine. A causa di questo rapporto privilegiato tutte le notizie giungevano dal Nord America, piuttosto che dalla madre patria. Nonostante gli sforzi repressivi delle autorità portoghesi, l'isola fu teatro di una forte emigrazione, con la conseguente perdita di manodopera.

### Il diciannovesimo secolo
Nel contesto della Guerra Civile Portoghese del 1828-1834, l'isola spontaneamente riconobbe il governo liberale. Successivamente Pietro IV, re del Portogallo, il 20 giugno 1832, decretò che il paese di Vila do Corvo doveva essere separato dalla giurisdizione comunale di Santa Cruz das Flores, una delle parrocchie di quella contea. Ora il 20 giugno è festa comunale. Nel 1886, il prefetto del Distretto di Horta, Manuel Francisco de Medeiros, quando visitò la città del Corvo chiese se la città avesse qualche aspirazione: la popolazione gli chiese solo una bandiera nazionale per salutare le barche in transito. Durante le sue spedizioni oceanografiche dirette nell'Oceano l'Atlantico, il principe Alberto I di Monaco ha a lungo visitato l'isola nel suo yacht Hirondelle, raccogliendo immagini di straordinario interesse, ora al Museo Oceanografico di Monaco ma solo parzialmente pubblicate. L'isola venne visitata nel 1924 anche dallo scrittore portoghese Raul Brandão, che con il suo lavoro Le isole sconosciute ha contribuito alla mistificazione delle esperienze degli abitanti di Corvo, creando l'immagine di un'idilliaca Comunità repubblicana durata fino quasi ai giorni nostri. Fin dall'inizio del diciannovesimo secolo l'isola ha visto la costante crescita di emigrazione verso gli Stati Uniti e Canada, processo che durò fino al metà del 1980.

### Dal secolo ai giorni nostri
Nel 1938 il Corvo diventò la sede del primo medico residente, il dott. John R. Ferreira da Silva, che vi rimase fino al 1945. L'attuale centro di salute dell'isola porta il suo nome. Nel 1960 la popolazione dell'isola ha vissuto una costante opposizione al regime che portò alla fine della produzione di lana: le pecore così scomparvero completamente dall'isola, e con loro le tradizioni relative alla tosatura, alla cardatura, alla filatura e alla lavorazione della lana, aspetti centrali della cultura ombrina. Con l'inaugurazione del traffico aereo commerciale dell'aeroporto di Floser, il 27 aprile del 1972, il Corvo iniziò veramente a sentirsi meno isolata dal resto del mondo.
Il 28 settembre del 1983 venne aperto l'aerodromo del Corvo (codice IATA: CVU), una pista lunga 800 metri. Inizialmente, i collegamenti aerei tra il Corvo e l'isola di Terceira vennero effettuati da un aereo Aviocar CASA C-212 delle linee aeree portoghesi. Dal 1991, questo velivolo venne sostituito da un Dornier 228-212 della SATA Air Açores. Questa compagnia effettua i collegamenti con Santa Cruz das Flores, Horta e Terceira (Lajes). L'aeroporto è attivo quattro giorni alla settimana durante l'estate, e tre giorni una settimana durante l'inverno. Il numero dei voli è soggetto a modifica se il numero di passeggeri che lo richiede.

### Villaggio del Corvo
Il Villaggio del Corvo, è anche chiamato erroneamente Villaggio Nuovo del Corvo. È il più piccolo villaggio delle isole Azzorre, contando nel 2011, 430 abitanti. È costituito da un agglomerato di case basse con strade strette e tortuose che si arrampicano sulle colline, conosciuta localmente come canadas. Il villaggio soffrì molto a causa di una forte emigrazione, soprattutto verso gli Stati Uniti e il Canada. Questo villaggio detiene il primato di luogo abitato più isolato di tutto il Portogallo.
Durante l'inverno, i collegamenti marittimi, anche se regolari, sono fortemente influenzati dallo stato del mare e del vento. Tuttavia, durante l'estate vi sono diversi collegamenti giornalieri, che, con barche veloci consentono di fare un viaggio tra il Corvo e Santa Cruz das Flores in circa 30 minuti.

## Monumenti e musei
Tra il patrimonio architettonico attuale troviamo la Chiesa di Nostra Signora dei Miracoli, costruita nel 1795, che ha sostituito l'originale cappella. All'interno si possono ammirare la statua del santo patrono, un lavoro della scuola fiamminga di Malines risalente al XVI secolo, un Cristo in avorio e una immagine lignea di Nostra Signora della Concezione, tra molte altre immagini nella chiesa.
Al di là della chiesa merita una visita alla Casa dello Spirito Santo, situata nel tipico Largo Outeiro, fondata nel 1871, seguendo le tracce delle tipiche case simmetrica dello Spirito Santo, delle isole di Flores e Corvo.
Vicino all'aeroporto vi sono dei tipici mulini a vento dell'isola, classificati come immobili di interesse comunale. Dei circa 7 mulini esistenti sull'isola, solo 3 sono funzionanti, anche se non sono più utilizzati per lo scopo per cui sono stati costruiti. Le case del borgo sono un vero e proprio museo dal vivo, classificate come insieme d'interesse pubblico, dove la gente conserva sia le tradizioni più importanti, che le espressioni arcaiche di una lingua in perenne evoluzione. Nel 2007, in due case restaurate con cura tradizionale è stato creato un moderno centro culturale e ambientale, con un museo e una galleria per mostre temporanee.
Un luogo sicuramente da visitare è un punto panoramico chiamato Pan di Zucchero, deturpato da un bidone della spazzatura a cielo aperto. Il tratto di strada che sale verso l'interno dell'isola offre una vista sul villaggio e una pianura caratteristica chiamata fajã. Il Calderone, il cratere centrale dell'isola, con le sue lagune e la sua palude, è uno dei paesaggi più belli delle Azzorre. È stato dichiarato sito di importanza comunitaria e zona speciale di protezione. L'isola ha due fari per aiuto alla navigazione: uno è situato a Ponta Negra (dal 1910), l'altro si trova nell'angolo della pecora, alle coordinate 39°42'98'’N e 31°05'15'’ W (dal 1965, ora inattivo).

## Abitanti, demografia e politica
L'isola di Corvo ha una struttura insediativa molto diversa dalle altre isole delle Azzorre. Invece di un tradizionale insediamento situato lungo le linee di comunicazione, le abitazioni sono organizzate mediante una struttura a dispersione: Vila do Corvo è una struttura abitativa ad alta densità, con stretti vicoli, caratteristica dei borghi medievali.
Si noti che presso l'asse del villaggio, situato ad ovest della strada per il Porto sono stati costruiti solo edifici recenti, mentre la maggior parte risale all'ultimo quarto del secolo. Due sono i fattori che hanno costretto uomini e animali a condividere lo stesso spazio, privandosi del tradizionale spazio di terra per giardini e cortili: 
1° ) le piccole dimensioni della terra e delle proprietà, (il che spiega poco, visto che ad ovest del villaggio c'era un ampio spazio) 
2°) fattori culturali, tra cui la ricerca di un rifugio, su un'isola costantemente spazzata dai venti atlantici.
Il che spiega la somiglianza con la Punta Rossa, anche se alcuni autori sostengono anche tale insediamento era una forma di protezione contro i pirati, con vicoli stretti più facili da difendere. Qualunque sia la causa, il Comune di Corvo presenta tutte le caratteristiche di un villaggio di montagna, anche se costruito vicino al mare, e una struttura urbana più simile ad uno stile nordafricano che rinascimentale.

## Società

### Evoluzione demografica
| Popolazione di Corvo (1849 – 2004) | Popolazione di Corvo (1849 – 2004) | Popolazione di Corvo (1849 – 2004) | Popolazione di Corvo (1849 – 2004) | Popolazione di Corvo (1849 – 2004) | Popolazione di Corvo (1849 – 2004) | Popolazione di Corvo (1849 – 2004) | Popolazione di Corvo (1849 – 2004) | Popolazione di Corvo (1849 – 2004) |
| ---------------------------------- | ---------------------------------- | ---------------------------------- | ---------------------------------- | ---------------------------------- | ---------------------------------- | ---------------------------------- | ---------------------------------- | ---------------------------------- |
| 1849                               | 1900                               | 1930                               | 1960                               | 1981                               | 1991                               | 2001                               | 2004                               | 2011                               |
| 810                                | 808                                | 676                                | 681                                | 370                                | 393                                | 425                                | 451                                | 430                                |